# Депортация карачаевцев
Депорта́ция карача́евцев — принудительное выселение карачаевского народа преимущественно с территории Карачаевской АО в Казахстан и Кыргызстан, проведённое Народным комиссариатом внутренних дел СССР со 2—5 по 22 ноября 1943 года. Было выселено 68 614 человек. В качестве причин депортации были обвинения в пособничестве немецким оккупационным властям, противодействие восстановлению советской власти, бандитизм. В 1956 году с карачаевцев были частично сняты ограничения и впоследствии в 1957 году им было разрешено вернуться на Северный Кавказ. Политическая реабилитация карачаевского народа произошла в 1991 году. Высшими государственными органами СССР, а позднее — РСФСР депортация была признана незаконной.

## Предыстория
Согласно данным переписи 1939 года в СССР насчитывалось 75 763 карачаевца, из которых 70 301 человек проживал в Карачаевской АО. Карачаевцы составляли 46,8 % населения области. Область находилась в составе Орджоникидзевского края, переименованного 12 января 1943 года в Ставропольский.
С началом Великой Отечественной войны в Карачаевской области была проведена мобилизация. Из области отправились на фронт 15 600 представителей народов, населявших её, ещё 3000 человек были направлены в трудовые армии.
По данным ОБД Мемориал, на фронтах Отечественной войны погибли, попали в плен и пропали без вести свыше 8000 представителей Карачаевской области, в том числе много карачаевцев.
На фронт ушли многие карачаевцы из национальных аулов. Те, кто остался в тылу, работали на строительстве оборонительных сооружений, собирали денежные средства и вещи для фронта. В эти военные годы жители области собрали и отправили свыше 6 вагонов коллективных и индивидуальных подарков и 68 650 вещей — валенок, полушубков, бурок, шапок-ушанок, шерстяных носков. С июня 1941 г. по ноябрь 1943 г. жителями Карачаевской автономной области было собрано и перечислено в Фонд обороны страны 50 миллионов рублей, на которые советской властью было построено более 370 танков.
В середине августа 1942 года на территорию области вступили немецкие войска. В боях за перевалы Главного Кавказского хребта участвовало 17 партизанских отрядов, в которых насчитывалось около 1200 человек, в том числе около ста женщин. «Отдали свои жизни во имя победы отважные партизаны и партизанки М. Романчук, 3. Эркенов, М. Исаков, 3. Эркенова, И. Акбаев, X. Касаев, Я. Чомаев и др».
Уже в первый период оккупации Карачаевская область понесла значительные потери в людских и материальных ресурсах. Были расстреляны представители многих народов: русские, карачаевцы, осетины, абазины. Уничтожено 150 тысяч голов скота, разрушены предприятия, превращены в конюшни местные школы.
На оккупированной в августе территории Орджоникидзевского края немцы установили «новый порядок»: комендантский час с 7 часов вечера до 4 часов утра. Наравне с рублём стали приниматься германские рейхсмарки и пфенниги, названия населённых пунктов и учреждений были написаны на немецком и русском. Особое внимание оккупационные власти уделяли «реформе» сельского хозяйства. Издавались листовки, адресованные крестьянам, в них говорилось, что в освобождённых областях германское правительство уже ликвидировало колхозы. Это означало переход крестьян к единоличному землепользованию, благодаря чему, по обещаниям немцев, крестьяне имели возможность жить во много раз лучше, чем при колхозах.
Оккупация края продлилась 5,5 месяцев.
Ситуация в годы войны была напряжённой, сопровождалась ухудшением материального положения, ужесточением режима, мобилизацией. Продвижение немецких войск к Кавказу вызывало новые репрессии. В результате многие выходцы из зажиточных слоёв, воевавшие в годы Гражданской войны против большевиков, участники антисоветских движений, раскулаченные, а также их семьи оказались в рядах коллаборационистов. Многие из них рассчитывали на изменение существовавших порядков с помощью немцев и сознательно пошли на сотрудничество. Из представителей именно такой социальной среды в большинстве был сформирован «Карачаевский национальный комитет» во главе с К. Байрамуковым, старшиной Карачая, и «Черкесская управа» во главе с А. Якубовским.

## Причины депортации
Главной причиной депортации карачаевцев были обвинения в коллаборационизме и бандитизме некоторой части населения. Но если учесть масштаб репрессий, то советским руководством была возложена коллективная ответственность на весь карачаевский народ, половину которого составляли дети и подростки. Кроме того, депортация карачаевцев проводилась в то время, когда подавляющая часть их мужского населения находилась в рядах Красной Армии.
В тексте Указа ПВС СССР № 115/13 «О ликвидации Карачаевской автономной области и об административном устройстве её территории» утверждалось, что «многие карачаевцы вели себя предательски», а также «вступали в организованные немцами отряды для борьбы с советской властью». Были обвинения в выдаче немцам советских граждан, службе у немцев проводниками на перевалах, а после установления советской власти карачаевцы «…противодействуют проводимым советской властью мероприятиям, скрывают от органов власти бандитов и заброшенных немцами агентов, оказывая им активную помощь».
Как и в других оккупированных странах и регионах, для поддержания режима гитлеровское командование создало «Карачаевский национальный комитет». Этого оказалось достаточно для обоснования принятия решения о депортации всего карачаевского народа. Как выяснилось позже, данный Указ о депортации карачаевцев явился лишь формальным основанием, юридически прикрывающим произвол и придающим видимость законности депортации целого народа, хотя на самом деле он противоречил не только международному праву, но и самой конституции СССР.
Целью депортации, в более широком смысле, была чистка общества от действующих и возможных врагов сталинизма. В 1993 году комиссия по реабилитации карачаевского народа (после тщательного изучения актов государственных комиссий военного времени, материалов и документов центральных, краевых, областных архивов) опубликовала Акт, согласно которому депортация карачаевского народа планировалась задолго до Указа от 12 октября 1943 г. и подлинной её причиной была не мнимая измена карачаевцев, а совершенно другие причины. Согласно данному акту выселение горских народов (включая карачаевцев) решало задачу расширения этнической территории Грузии, чего сам Л. П. Берия не скрывал и в разговоре с первым секретарём Кабардино-Балкарского обкома ВКП З. Д. Кумеховым он заявил: «…есть предложение передать район Эльбруса Грузии, ибо Грузия должна иметь оборонительный рубеж на северных склонах Кавказского хребта». Обвинение карачаевцев в измене и последующая их депортация были на руку и М. А. Суслову, так как полностью снимали с него вину за развал партизанского движения на Ставрополье, поскольку основные силы этого движения должны были базироваться и действовать на территории Карачая.
В своих воспоминаниях А. И. Микоян так охарактеризовал принятое Сталиным решение о тотальной депортации народов:

Удручающее впечатление на меня произвело то, что Сталин добился выселения целых народов — чеченцев, ингушей, калмыков, карачаевцев, балкар, кабардинцев, немцев Поволжья и других — с их исконных земель в европейских районах и в Закавказье, а также татар из Крыма, греков из Закавказья уже после того, как немцы были изгнаны с территорий, где проживали эти народы.
Я возражал против этого. Но Сталин объяснял это тем, что эти народы были нелояльными к Советской власти, сочувствовали немецким фашистам. Я не понимал, как можно было обвинять целые народы чуть ли не в измене, ведь там же есть партийные организации, коммунисты, масса крестьян, советская интеллигенция! Наконец, было много мобилизовано в армию, воевали на фронте, многие представители этих народов получили звания Героев Советского Союза!
Но Сталин был упрям. И он настоял на выселении всех до единого с обжитых этими народами мест…

В течение суток-двух загружались вагоны и отправлялись в другие места. Была такая высокая организованность в этом деле, которую, конечно, нужно было бы применять в другом деле, а не в таком позорном.— 

## Антисоветское движение (1930—1943)
Антисоветское движение в области, зародившееся ещё во время Гражданской войны, в 1930 году возродилось с новой силой по причине «целого ряда перегибов и искривлений, допущенных при проведении коллективизации». Восстание началось в первых числах марта 1930 года в напряжённой обстановке, создавшейся в результате ошибок, допущенных при проведении коллективизации. С оружием в руках в Карачае выступило более 2000 человек: по социальному происхождению «кулаков» — 220, «середняков» — 1059 и бедняков — 517, причём среди последних большинство ранее участвовали в восстаниях. Среди восставших были представители духовенства, бывшие князья и белогвардейские офицеры. Выступление было подавлено.
Его отдельные участники перешли на нелегальное положение, например, братья Дудовы Хаджи-Ислам и Ислам-Магомед, бывшие князья и участники вооружённого выступления, скрывались на протяжении 13 лет, и др. Были созданы нелегальные действующие «бандитско-повстанческие организации».
Несмотря на арест в конце 1941 и в начале 1942 года многих активных участников вскрытой повстанческой организации на территории Карачая и Кабардино-Балкарии, оперативно-чекистские мероприятия по окончательной ликвидации повстанческого подполья УНКВД Орджоникидзевского края проводились недостаточно решительно. Байрамуков Кады, Ислам Дудов, Гулиев Ташу и другие группировали вокруг себя «бандитско-дезертирский элемент» и совершали налёты. Только за первую половину 1942 года сотрудниками НКВД в крае «была выявлена 21 банда со 135 участниками». Перед летним наступлением в 1942 году немецких войск на Кавказ разведка противника начала забрасывать своих агентов в Карачай.
Почти одновременно с немецким наступлением на Кавказе к активным действиям в области организованно перешли «антисоветские элементы», в составе отрядов нападавшие на отдельные части отступавшей Красной Армии. По словам историка Н. Бугая, «лучше всего положение характеризовали сами карачаевцы. По их данным, на территории области активно действовало несколько повстанческих групп». Во главе повстанцев стояли люди, окончившие немецкие разведшколы.
В докладе начальника ОББ НКВД СССР A. M. Леонтьева на имя заместителя наркома внутренних дел СССР С. Н. Круглова говорилось, что после оккупации немецкое командование в Карачае «установило тесную связь с местными националистами, главарями банд, руководителями мусульманского духовенства и мюридских сект и их представителей и создало так называемый Карачаевский национальный комитет». Во главе комитета были утверждены Байрамуков Кады и Лайпанов Муратби, впоследствии работавшие в немецкой разведшколе в Бешуе (Крым).
Комитет получил от оккупационных властей обещание на право роспуска колхозов в будущем, под его опеку была передана советская государственная и общественная собственность, а также руководство экономикой и культурой (под немецким контролем). Карачаевский комитет находился под покровительством бывшего германского военного атташе в г. Москве генерала Э. Кёстринга.
По данным немецкого историка Й. Хоффманна, были образованы административные руководства под контролем немецких властей. Результатом такой политики было «признание на основе невмешательства независимых республик Карачаевцев и Кабардино-Балкарцев на Северном Кавказе, которые поднялись на борьбу с Советской властью ещё до прихода немцев».
В своей телеграмме И. Сталину Л. Берия утверждал, что договорённость между балкарцами и карачаевцами об объединении Балкарии с Карачаем была «по указке немцев и привезённых ими с собой эмигрантов Шокманова и Кемметова».
Оккупационными властями создавался подконтрольный «управленческий аппарат», например, были назначены городские и районные бургомистры. Им, как руководителям местной гражданской администрации, подчинялись старосты. Староста был обязан доводить до сведения населения приказы немецкого командования. Просьбы и ходатайства жители подавали лишь через старосту. Староста имел право наказывать жителей, налагать денежный штраф, отправлять на принудительные работы и сажать под арест. Однако не все назначенные старосты были сторонниками немцев. Так, староста аула Верхняя Мара А. Эбзеев прятал у себя дома разведчика М. Хутова и сотрудника органов госбезопасности Л. Узденова. Одной из главных задач в организации управления на захваченной территории оккупанты считали создание полиции из местных жителей. На каждые 100 жителей по штату полагался 1 полицейский.
Оккупационные немецкие власти придавали также значение противопартизанской войне. Карательный отряд под командованием бывшего «кулака» В. Пономарёва действовал в Преградненском, Зеленчукском районах, посёлке Курджиново, вёл борьбу против партизан Ставропольского и Краснодарского краёв. Каратели, среди которых были Я. Михайлов, заместитель командира Курджиновского карательного отряда, М. Сергеев — начальник полиции хутора Круглого Преградненского района, И. Симаков, В. Глушко, И. Лахин, С. Турецкий, И. Глушко и др., замучили и расстреляли более 170 патриотов, сожгли рабочий посёлок Верхний Бескес. Они издевались над советскими людьми, грабили их, сотнями угоняли в Германию.
В январе 1943 года Карачаевская область была освобождена от немецких войск, что привело к возобновлению борьбы с антисоветскими повстанцами. Повстанцы Черекского района КБ АССР и Учкуланского района КАО организовали в январе открытое выступление против советской власти за сохранение установленного немцами «Нового порядка». Проведёнными операциями в Черекском и Учкуланском районах повстанческие организации были частично ликвидированы.
Организаторами выступления в Учкуланском районе, согласно докладу А. М. Леонтьева, были «главари бандповстанческих формирований», «мусульманское духовенство и националисты». В нём участвовало 400 человек, после ликвидации выступления многие участники мелкими группами перешли на нелегальное положение. Им оказывали большую помощь агенты-парашютисты, забрасываемые разведывательными органами немцев при активном участии бежавшего из области «Карачаевского национального комитета».
«Управленческому аппарату» (старосты, старшины района, полиция), в районе удалось за счёт населения не только Учкуланского района, но и Малокарачаевского, Зеленчукского, Микояновского районов, организовать отряд, насчитывающий в общем составе в Учкуланском районе до 153 человек: Учкулан — 17 человек, Карт-Джурт — 30 человек, Верхний Учкулан — 57 человек, Хурзук — 40 человек, Джазлык — 9 человек.
При проведении военных операций за время с 10 по 25 февраля 1943 года оказавшими сопротивление повстанцами Учкуланского района было убито 115 солдат и офицеров Красной Армии и сотрудников госбезопасности.
Попытка одного из истребительных батальонов НКВД наступать 9—10 февраля 3 группами на Джазлык, «Лесопункт» и Карт-Джурт закончилась отступлением всех групп к Микоян-Шахару. У Карт-Джурта наступавшая 3-я группа попала в засаду и окружение и с потерями, оставив на поле боя раненых, убитых, и оружие (гранаты, автоматы, винтовки, 1 миномёт, 2 пушки), отступила группами по 3-4 бойца через Худесское ущелье. Потери убитыми и пропавшими без вести составили 36 бойцов и 6 командиров.
К ликвидации восстания НКГБ—НКВД были привлечены около 2 тысяч военнослужащих внутренних войск и сотрудников милиции.
Повторная операция в Учкуланском районе была проведена в период с 21 по 25 февраля подразделениями 284-го, 273-го и 290-го стрелковых полков, 18-го кавалерийского полка, 177-го отдельного стрелкового батальона, разведывательными и истребительными батальонами Орджоникидзевской дивизии НКВД. Было убито 60 повстанцев, не считая сдавшихся и захваченных в плен. Войска НКВД потеряли убитыми 17 человек, были потери ранеными и обмороженными.
В апреле 1943 года войсками НКВД была предпринята экспедиция в местность «Балык» (Кабардино-Балкария), где, по агентурным данным, скрывалось до 400—500 человек вооружённых карачаевцев и балкарцев, которые имели на вооружении станковые и ручные пулемёты, гранаты, автоматы, винтовки, револьверы и боеприпасы. Организаторами и руководителями штаба повстанцев являлись М. Кочкаров, И. Дудов, и др. К операции были привлечены НКВД КБ АССР, Ставропольского края, опергруппа Штаба Грозненской дивизии НКВД, 170 и 284 сп и 18-й кп.
Чекистско-войсковая операция была проведена в период с 7 по 19 апреля в верховьях реки Малка для ликвидации так называемой «Балыкской армии», которая, по другим данным, насчитывала более 200 человек. Погибло 59 повстанцев, захвачено около семидесяти. Потери советской стороны составили убитыми 18 бойцов.
С января по 10 октября только в Карачаевской области было проведено 37 операций, убито 99 и ранено 14 антисоветских повстанцев, 380 попало в плен. В боях с ними погибло 60 сотрудников НКВД, 55 ранено.

## Депортация населения из области
15 апреля 1943 года вышла директива НКВД СССР и Прокуратуры СССР № 52-6927, по которой были определены к выселению «573 члена семей главарей повстанцев». Однако в связи с тем, что «67 бандглаварей обратились с повинной в советские органы власти, численность семей подлежащих депортации, была сокращена до 110 (472 человека)». 9 августа 1943 г. они были выселены за пределы Карачаевской автономной области. В последующем эта мера была распространена на весь карачаевский народ.
По данным НКВД СССР 62 842 карачаевца на основании указа Президиума Верховного Совета СССР № 115-13 от 12 октября 1943 года и постановления СНК СССР № 1118-342сс от 14 октября 1943 года, должны были быть переселены в Казахскую и Киргизскую ССР.
Указом ПВС СССР № 115/13 от 12 октября 1943 года о ликвидации Карачаевской автономной области и об административном устройстве её территории, было постановлено всех карачаевцев проживающих на территории области, переселить в другие районы СССР, а Карачаевскую автономную область ликвидировать. Совету народных комиссаров СССР поручалось наделить карачаевцев в новых местах поселения землёй и оказать им необходимую государственную помощь по хозяйственному устройству на месте. Микоян-Шахар был переименован в город Клухори.
Территория бывшей Карачаевской АО была впоследствии разделена между соседними субъектами и предполагалась к заселению «проверенными категориями трудящихся».
Ночью 2 ноября, к двум часам, войска НКВД оцепили аулы, блокировали выездные пути, выставили засады. С четырёх часов утра сотрудники госбезопасности и милиции начали также и аресты, в первые дни выселения были арестованы более 1000 человек. Были установлены минимальные сроки (3-6 часов) для выселения каждого карачаевского населённого пункта. Во время проведения арестов имели место случаи сопротивления.
Депортация была осуществлена 2—5 ноября 1943 года. Для силового обеспечения депортации населения были задействованы войсковые соединения численностью в 53 327 человек.
Всего было отправлено 34 эшелона, в каждом по 2000—2100 человек, вагонов в каждом эшелоне было около 58, последние 3 состава вышли 5 ноября и 19 ноября были ещё в пути.
Первые эшелоны прибыли к 10 ноября, и с 11 по 22 ноября осуществлялся приём спецпереселенцев. К декабрю 1943 года в Джамбульской и Южно-Казахстанской областях Казахской ССР и во Фрунзенской области Киргизской ССР было расселено 15 987 семейств — 68 614 человек из бывшей Карачаевской АО, в том числе мужчин — 12 500, женщин — 19 444 и детей — 36 670. Предварительно в районах расселения организованы спецкомендатуры НКВД по обслуживанию спецпереселенцев, в районы были направлены работники НКВД и НКГБ для выявления пустующих помещений и подготовки квартир в колхозных и совхозных домах, а также проведения мероприятий, связанных с приёмом и расселением прибывающих спецпереселенцев. Однако без удовлетворительного крова оставались большинство спецпереселенцев.
В 7 районах Южно-Казахстанской области Казахской ССР было расселено 6689 семей — 25 142 человека, в том числе 3689 мужчин, 6674 женщины и 14 679 детей. Из них в 9 совхозах — 1491 семья — 5713 человек.
Во Фрунзенской области Киргизской ССР всего было принято 11 эшелонов спецпереселенцев, которые размещены в 10 районах области в количестве 5128 семейств, 22 721 человек, в том числе: мужчин 3244, женщин 6236 и детей 13 241 человек.
Кроме депортации основной части населения, имелись факты «довыявления» избежавших депортации карачаевцев как в области, так и в других районах Кавказа.
Из сообщения начальника ГУЛАГа В. Г. Наседкина Л. П. Берии:

К моменту прибытия эшелонов на станциях разгрузки своевременно концентрировался автогужевой транспорт. Разгрузка эшелонов проходила организованно и планомерно. Как при приёме эшелонов, так и при вселении в колхозные и совхозные дома никаких эксцессов и происшествий, как со стороны прибывших карачаевцев, так и местного населения не было. Подавляющее большинство спецпереселенцев в первые же дни после расселения приступило к работе в совхозах и колхозах по уборке хлопка, свёклы, очистке ирригационной системы.— 
Также в Среднюю Азию, на основании приказа ГКО № 0741 от 3 марта 1944 года, были депортированы впоследствии военнослужащие карачаевской национальности. Численность спецпереселенцев, ранее служивших в Красной Армии, на май 1949 года составляла 2543 человек, из них офицеры — 238, сержанты — 495, солдаты — 1810 человек. Те карачаевцы, которые по каким то причинам остались в войсках, должны были, согласно Директиве народного комиссара внутренних дел № 140 от 22 августа 1945 года, направляться к месту расселения их семей или родственников. В пункте 1-м этой директивы было указано, что въезд на территорию бывшей Карачаевской области им воспрещён.

## Последствия депортации
Согласно Постановлению СНК № 1221-368сс «О порядке заселения районов бывшей Карачаевской автономной области Ставропольского края» от 06.11.1943 предписывались следующие территориальные изменения:
1. Включить Преградненский район в состав Краснодарского края с юга, запада и востока в существующих границах, а на севере восточную границу определить по линии: начиная от селения Куньша, далее через высоты 1194, 1664, исключая селение Кругль, высоты 1274, 1225, выходя на границу пастбищ Черкесской автономной области в районе высоты 1918. Включить в состав Зеленчукского района Ставропольского края оставшуюся территорию со станицей Преградненской.
2. Учкуланский и Микояновский районы включить в состав Грузинской ССР. Микояновский район оставить с юга, запада и востока в существующих границах, а на севере определить следующую границу района: включительно город Микоян-Шахар, и далее на восток по реке Мара, исключая селение Н-Мара с выходом на границу Учкуланского района, южнее селения В-Мара.
3. Вместо Микояновского и Учкуланского районов образовать Тебердинский район Грузинской ССР. Его центр в городе Микоян-Шахаре.
4. Присоединить к Джегутинскому району Ставропольского края оставшуюся территорию и населённые пункты Микояновского района.
5. Мало-Карачаевский район переименовать в Кисловодский сельский район Ставропольского края[41].

После выселения карачаевцев, на 10 декабря 1943 года по области, кроме надворных построек, сельхозинвентаря, домашней птицы, пчёл и овощей, было учтено и принято системой «Заготскот» 156 239 голов карачаевского скота и лошадей. Краевыми организациями разбазарено 4361 голов крупного рогатого скота и 26 446 голов овец и коз.
Принятые от спецпереселенцев-карачаевцев скот, птица и зерно должны были быть обращены в первую очередь на покрытие государственных обязательств поставок 1943 года и недоимок, вся остальная часть подлежала возмещению натурой в новых местах расселения до 1945 года включительно.
Во время ссылки от голода и лишений погибли более 43 тысяч человек, в том числе 23 тысяч детей.

### Карачаевцы в Средней Азии

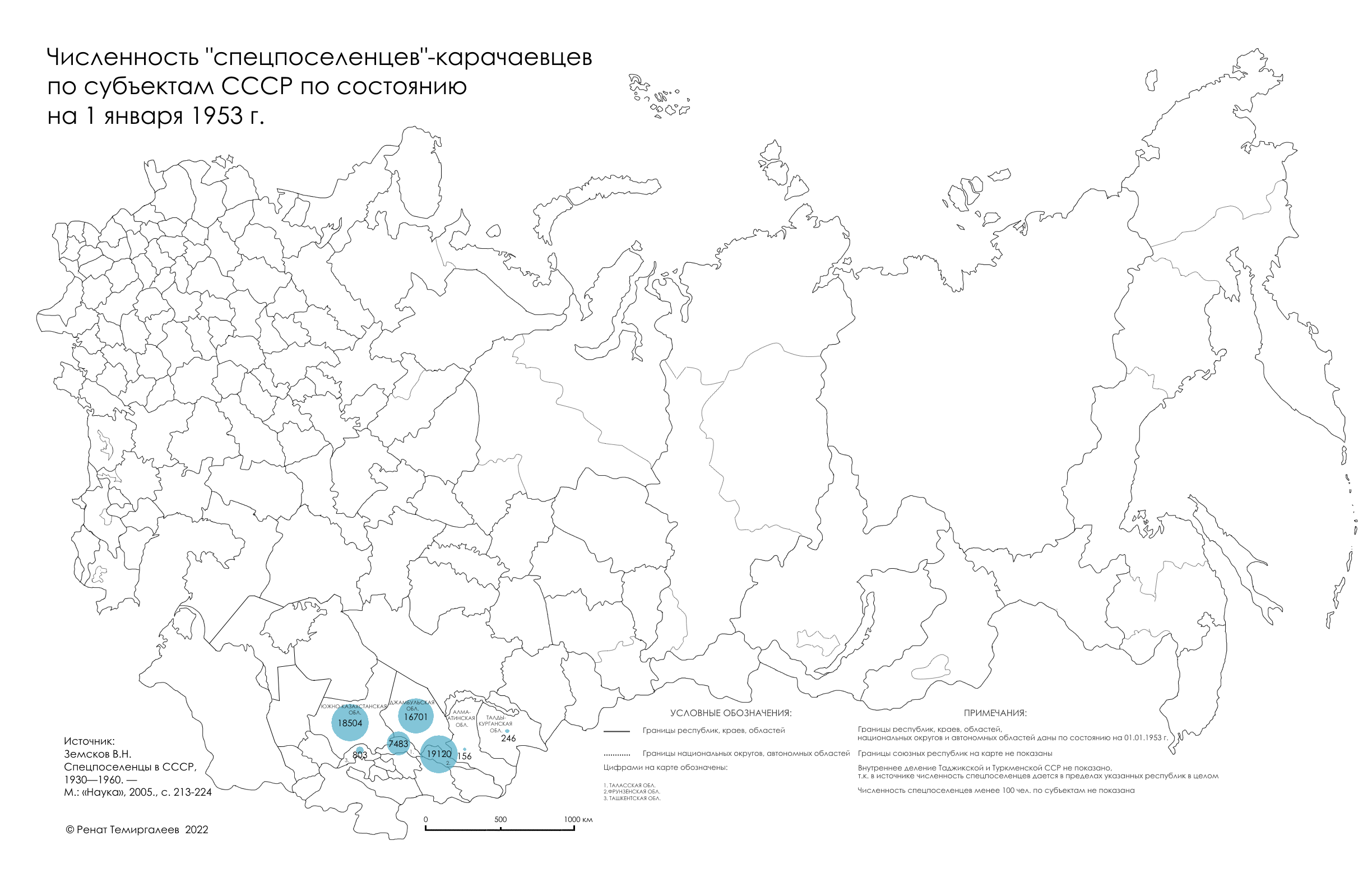
Численность «спецпоселенцев»-карачаевцев по субъектам СССР на 1 января 1953 года

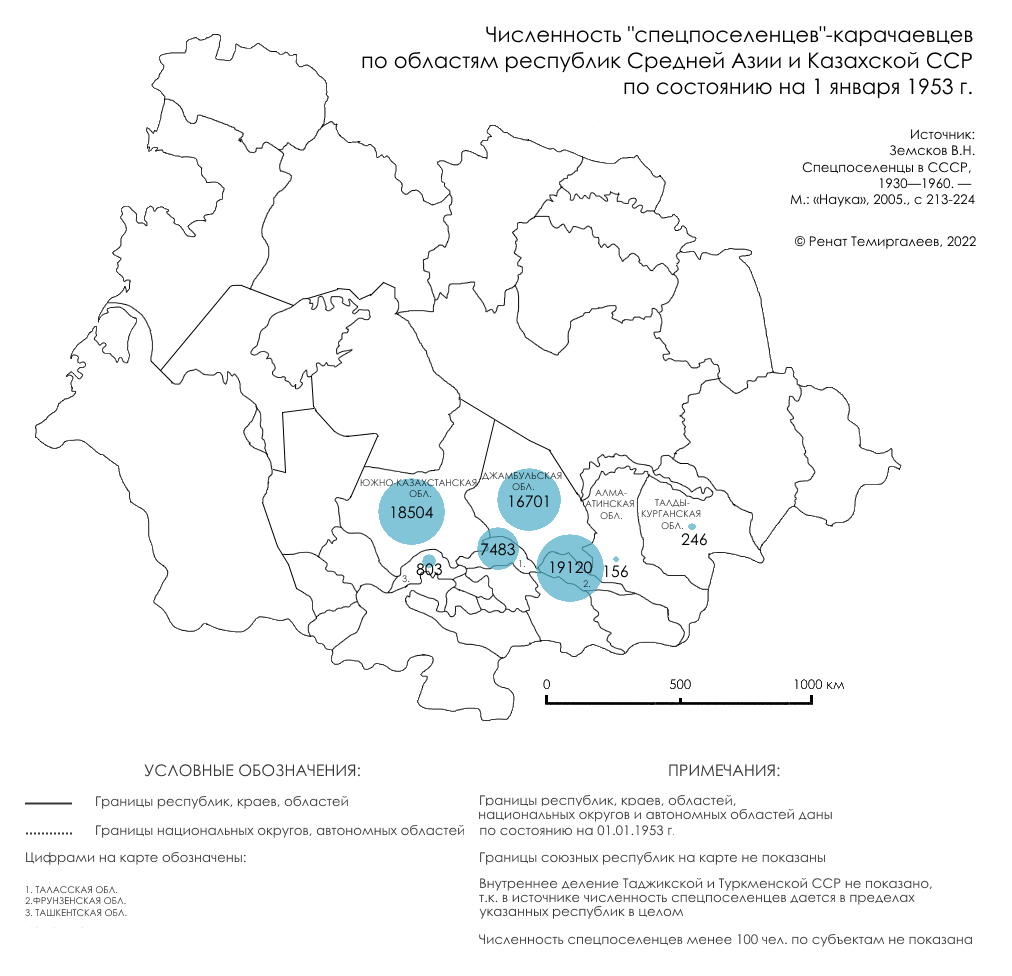
Численность «спецпоселенцев»-карачаевцев по областям республик Средней Азии и Казахской ССР на 1 января 1953 года

Отдел спецпоселений НКВД СССР был создан 17 марта 1944 года, основанием к созданию самостоятельного отдела послужила депортация за время Отечественной войны новых контингентов спецпереселенцев из Северного Кавказа, бывшей Калмыцкой АССР и др. районов. В Казахской ССР было создано 488 спецкомендатур, в Киргизской — 96 спецкомендатур, каждой были приданы соответствующие воинские подразделения в составе 5-7 бойцов внутренних войск НКВД во главе с сержантским и офицерским составом. В 1944 году было уделено большое внимание предотвращению побегов спецпереселенцев и задержанию бежавших. Например, по карачаевцам, по состоянию на 1 июня, «противопобеговая работа» характеризовалась следующими данными: бежало с мест поселения — 77 человек, задержано — 19, предотвращено побегов — 19.
Семьи карачаевцев, балкарцев, калмыков и крымских татар по состоянию на сентябрь 1944 года в основном проживали на жилплощади за счёт «уплотнения» местных колхозников, рабочих и служащих предприятий, а также совхозов. В особенно неудовлетворительных жилищно-бытовых условиях находились спецпереселенцы, переданные в промышленность и на стройки. Многие руководители промпредприятий, строек были не в состоянии обеспечить переселенцев необходимой жилплощадью, из-за чего их семьи были размещены зачастую в непригодных для жилья помещениях, клубных зданиях, временных бараках, землянках, в полуразрушенных домах. В результате принятых со стороны НКВД СССР мер имелось «значительное улучшение хозяйственно-бытового устройства спецпереселенцев», но в целом положение оставалось тяжёлым.
У большой части спецпереселенцев, переселённых с Северного Кавказа, не было обуви и тёплой одежды. Возникла необходимость выделить особо нуждающимся спецпереселенцам возможное количество хлопчатобумажной ткани на пошивку зимней одежды и обеспечить их простейшей обувью. Однако принятых СНК мер для удовлетворения полной потребности спецпереселенцев было недостаточно.
Все трудоспособные спецпереселенцы были обязаны заниматься «общественно-полезным трудом». В этих целях местные Советы депутатов трудящихся организовывали устройство спецпереселенцев в сельском хозяйстве, на промышленных предприятиях, на стройках, в хозяйственно-кооперативных организациях и учреждениях.
Спецпереселенцы не имели права без разрешения коменданта спецкомендатуры НКВД отлучаться за пределы района поселения, обслуживаемого данной комендатурой. Самовольная отлучка рассматривалась как побег и влекла за собой ответственность в уголовном порядке. Спецпереселенцы — главы семей или лица, их заменяющие, были обязаны в трёхдневный срок сообщать в спецкомендатуру о всех изменениях, происшедших в составе семей (рождение ребёнка, смерть члена семьи, побег и т. д.). За нарушение режима и общественного порядка в местах расселения спецпереселенцы подвергались штрафу в размере до 100 рублей или аресту до 5 суток.
Среди репрессированных народов, особенно переселённых в 1943-44 годах (чеченцев, ингушей, балкарцев, карачаевцев), была значительная смертность, составившая в период 1944—1953 годов 23,7 % от общего количества изначального числа переселенцев.
В первые годы жизни на спецпоселении в процессе адаптации смертность значительно превышала рождаемость. С момента первоначального вселения и до 1 октября 1948 года у выселенных северокавказцев (чеченцы, ингуши, карачаевцы, балкарцы и др.) родилось 28 120 и умерло 146 892 человека, и только с 1949 года у всех них рождаемость превысила смертность.
В целях «укрепления режима поселения» для выселенных Указом ПВС № 123/12 от 26 ноября 1948 года было установлено, что переселение проведено «навечно» без права возврата их к прежним местам жительства. За самовольный выезд (побег) из мест обязательного поселения виновные подлежали привлечению к уголовной ответственности — до 20 лет каторжных работ.
В конце 1948 года на учёте состояло 15 425 семей карачаевцев численностью 56 869 человек, из которых взрослых 29 284 спецпереселенца.
Численность спецпоселенцев-карачаевцев по состоянию на 1 января 1953 года составляла 62 842 человека, кроме того, под арестом было 478 человек, в розыске числилось семеро.
| Данные о численности спецпереселенцев-карачаевцев, состоявших на учёте | Данные о численности спецпереселенцев-карачаевцев, состоявших на учёте | Данные о численности спецпереселенцев-карачаевцев, состоявших на учёте | Данные о численности спецпереселенцев-карачаевцев, состоявших на учёте | Данные о численности спецпереселенцев-карачаевцев, состоявших на учёте | Данные о численности спецпереселенцев-карачаевцев, состоявших на учёте |
| На дату                                                                | Семейств                                                               | Мужчин                                                                 | Женщин                                                                 | Детей                                                                  | Всего                                                                  |
| 08.12.1943                                                             | 15 987                                                                 | 12 500                                                                 | 19 444                                                                 | 36 670                                                                 | 68 614                                                                 |
| 01.10.1944                                                             | —                                                                      | —                                                                      | —                                                                      | —                                                                      | 64 017                                                                 |
| 28.12.1948                                                             | 15 425                                                                 | 29 284                                                                 | 29 284                                                                 | —                                                                      | 56 869                                                                 |
| 01.07.1949                                                             | —                                                                      | —                                                                      | —                                                                      | —                                                                      | 58 854                                                                 |
| 01.01.1953                                                             | —                                                                      | 15 223                                                                 | 22 026                                                                 | 25593                                                                  | 62 842                                                                 |
| 01.01.1954                                                             | —                                                                      | —                                                                      | —                                                                      | —                                                                      | 64 818                                                                 |
| ---------------------------------------------------------------------- | ---------------------------------------------------------------------- | ---------------------------------------------------------------------- | ---------------------------------------------------------------------- | ---------------------------------------------------------------------- | ---------------------------------------------------------------------- |

В 1954 году министром внутренних дел СССР было приказано снять с учёта органов МВД детей спецпоселенцев всех категорий, родившихся после 31 декабря 1937 года, и больше детей на учёт спецпоселений не брать. Детям старше 16 лет для поступления в учебные заведения разрешался выезд в любой пункт страны, а зачисленных в учебные заведения приказывалось снимать с учёта.

### Снятие ограничений и возвращение
Согласно Указу Президиума Верховного Совета СССР от 16 июля 1956 года «О снятии ограничений по спецпоселению с чеченцев, ингушей, карачаевцев и членов их семей, выселенных в период Великой Отечественной войны» ограничения с карачаевского народа были сняты.
К моменту принятия этого указа численность спецпоселенцев сильно сократилась за счёт снятия ранее с учёта детей до 16 лет, преподавателей, студентов, инвалидов и др. Например, численность карачаевцев, освобождённых по Указу от 16 июля 1956 г., составила только 30 100 человек.

Указы об отмене особого режима в отношении депортированных народов и других групп людей отличались половинчатостью, стремлением не подвергать ни малейшей критике проводившуюся ранее политику массовых депортаций. Речь шла о том, что люди были выселены «в связи с обстоятельствами военного времени», а теперь, мол, их пребывание на спецпоселении «не вызывается необходимостью». Из последней фразы логически вытекало, что раньше это «вызывалось необходимостью». Ни о какой политической реабилитации депортированных народов не было и речи. Они как считались народами-преступниками, так таковыми и оставались, с той разницей, что из наказанных народов превратились в помилованные. — В. Н. Земсков.

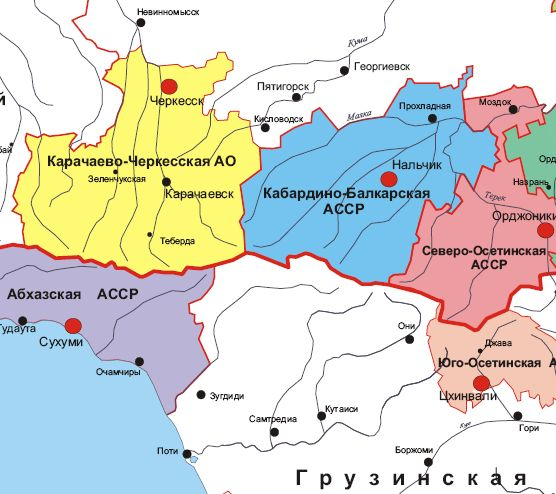
Карачаево-Черкесская автономная область 1957—1992

Национальная автономия была восстановлена в ином виде, Черкесская АО была преобразована Указом Президиума Верховного Совета СССР от 9 января 1957 года в Карачаево-Черкесскую автономную область в составе Ставропольского края РСФСР. Были отменены Указ ПВС СССР № 115/13 от 12 октября 1943 года о «ликвидации Карачаевской автономной области и об административном устройстве её территории» и статья 2 Указа от 16 июля 1956 года в части запрещения карачаевцам возвращаться на прежнее местожительство.
Карачаево-Черкесской АО были также переданы Зеленчукский, Карачаевский (на тот момент Клухорский, Указом ПВС СССР от 14 марта 1955 года передан в РСФСР и вошёл в состав Ставропольского края) и Усть-Джегутинский районы и пригородная зона города Кисловодска Ставропольского края (в границах бывшего Мало-Карачаевского района), а также восточная часть Псебайского района Краснодарского края (в границах бывшего Преградненского района).
Первые эшелоны с карачаевцами прибыли на родину 3 мая 1957 года, и этот день считается «Днём возрождения карачаевского народа».
По воспоминаниям М. С. Горбачёва:

Будучи секретарём крайкома комсомола, я участвовал в возвращении калмыков и карачаевцев в родные края. Правительство, местные власти принимали тогда специальные решения по обустройству возвращающихся семей, строительству домов, созданию новых предприятий, чтобы дать им возможность получить работу. Расселяли и за пределами тех мест, где они жили раньше. В вузах Ставропольского края установили квоты для поступления на льготных условиях детей из карачаевских семей. Помогали создавать высшие учебные заведения в местах их проживания. Делалось многое, чтобы помочь людям вернуться в нормальную жизненную колею, забыть прошлое.— 
Согласно Всесоюзной переписи 1959 года, численность карачаевцев в СССР составила 81 403 человека.

## Реабилитация карачаевцев
В конце 1980-х годов членами Комиссии ЦК КПСС была представлена записка с представлением проекта Декларации Верховного Совета СССР «О полной политической реабилитации народов, подвергшихся насильственному переселению». В ней высказывалось полное осуждение репрессивной политики:

Память с особой горечью возвращает нас в трагические годы сталинских репрессий. Беззаконие и произвол не обошли стороной ни одну республику, ни один народ. Массовые аресты, лагерное мученичество, обездоленные женщины, старики и дети в переселенческих зонах продолжают тревожить нашу совесть, оскорбляют нравственное чувство. Об этом забыть нельзя.— 
14 ноября 1989 года принята Декларация Верховного Совета СССР «О признании незаконными и преступными репрессивных актов против народов, подвергшихся насильственному переселению, и обеспечении их прав».
В 1991 году вышло Постановление Кабинета Министров СССР «Об отмене постановлений бывшего Государственного Комитета Обороны СССР и решений Правительства СССР в отношении советских народов, подвергшихся репрессиям и насильственному переселению», согласно которому отменены постановления бывшего Государственного Комитета Обороны СССР и решения Правительства СССР в отношении советских народов, подвергшихся репрессиям и насильственному переселению, согласно прилагаемому перечню, в котором было и Постановление Совнаркома СССР от 6 ноября 1943 г. № 1121—363 «О порядке заселения районов бывшей Карачаевской автономной области Ставропольского края».
Закон РСФСР от 26 апреля 1991 года № 1107-1 «О реабилитации репрессированных народов» осудил репрессии против народов СССР, «которые подвергались геноциду и клеветническим нападкам».

Статья 2. Репрессированными признаются народы (нации, народности или этнические группы и иные исторически сложившиеся культурно-этнические общности людей, например, казачество), в отношении которых по признакам национальной или иной принадлежности проводилась на государственном уровне политика клеветы и геноцида, сопровождавшаяся их насильственным переселением, упразднением национально-государственных образований, перекраиванием национально-территориальных границ, установлением режима террора и насилия в местах спецпоселения.— 
Статья 4 данного закона провозгласила, что агитация, препятствующая реабилитации репрессированных народов, не допускается, а лица, совершающие такие действия, должны привлекаться к ответственности.

## Организаторы и исполнители
Участники операций по выселению народов Северного Кавказа были представлены Л. П. Берией к наградам, 8 марта 1944 года председатель Президиума Верховного Совета СССР М. И. Калинин подписал указ о награждениях чекистов и военных за образцовое выполнение специальных заданий правительства. Всего было награждено 714 человек, из них:
- Орденом Суворова I степени было награждено — 4.
- Орденом Кутузова I степени — 3.
- Орденом Суворова II степени — 13.
- Орденом Кутузова II степени — 17.
- Орденом Красного Знамени — 79.
- Орденом Отечественной войны I степени — 47.
- Орденом Отечественной войны II степени — 61.
- Орденом Красной Звезды — 120.
- Медалью «За отвагу» — 259.
- Медалью «За боевые заслуги» — 111 человек[80].

Из них: ордена Суворова I степени удостоены Берия Л. П., Кобулов Б. 3., Круглов С. Н. и Серов И. А. Ордена Кутузова I степени — Аполлонов А. Н., Меркулов В. Н. и Пияшев И. И. Ордена Суворова II степени — Абакумов В. С., Гвишиани М. М., Добрынин Г. П., Дроздов В. А., Прошин В. С., Рапава А. Н., Стаханов Н. П., Церетели Ш. О. и Шередега И. С. Ордена Кутузова II степени — Гоглидзе С. А., Горбатюк И. М., Клепов С. А., Кривенко М. С., Леонтьев А. М., Мильштейн С. Р., Огольцов С. И., Петров Г. А., Покотило С. В., Ткаченко И. М. и Юхимович С. П. Ордена Красного Знамени — Вургафт А. А., Гагуа И. А., Горлинский Н. Д., Горностаев Я. Ф., Какучая В. А., Каранадзе Г. Т., Маркеев М. И., Рухадзе Н. М. и Эсаулов А. А. Ордена Красной Звезды — Аркадьев Д. В., Бочков В. М., Мамулов С. С.
4 апреля 1962 года вышел Указ Президиума Верховного Совета СССР «Об отмене Указа Президиума Верховного Совета СССР от 8 марта 1944 года „О награждении орденами и медалями работников Наркомата Внутренних дел и Наркомата Государственной безопасности“», по которому офицеров и военнослужащих, которые осуществляли депортации с Северного Кавказа, лишили наград.
А. И. Микоян писал, что это предложение об отмене наград было внесено им самим.

## Память

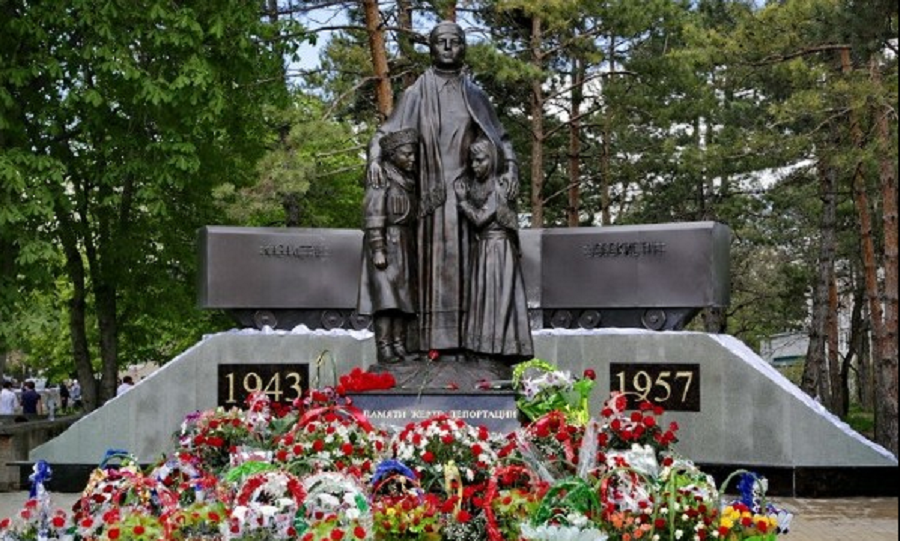
Памятник жертвам депортации карачаевского народа, открытый 2 мая 2014 года в с. Учкекен

- 2 ноября — День памяти жертв депортации карачаевского народа[85].
- 3 мая — День возрождения карачаевского народа[71].
- Жертвам депортации установлен памятник в с. Учкекен, Малокарачаевский район, КЧР[86].
- В 2005 году в г. Карачаевске был открыт мемориальный комплекс жертвам депортации карачаевского народа в Среднюю Азию (авторы проекта — архитектор Солтан Айбазов и художник Казбек Французов)[87].

## В культуре
- В апреле 2016 года в журнале «Новый мир» был опубликован цикл рассказов писателя Аурена Хабичева «Сто сорок похорон»[88], посвящённых теме депортации.

### Фильмы
- «Холод» (1991) — художественный фильм, режиссёр Х. Эркенов.
- «Приговорённые к забвению» (2019) — документальный фильм, создатели Марат Дураев и Антон Степаненко[89][90][91].